# مشانا
مشانا (به لاتین: Mszana) یک روستا در لهستان است که در گمینا مشانا واقع شده‌است. مشانا ۳٬۵۵۹ نفر جمعیت دارد.